# Exedares
Exedares of Axidares was een telg uit de Arsacidendynastie van Armenië. Hij was de zoon van de Partische koning Pacorus II.
Hij regeerde over het koninkrijk Armenië van 100/110 tot 113, al dan niet met de stilzwijgende toestemming van Rome.
In 113 besloot de nieuwe Parthische koning, Osroes I, hem zonder overleg te vervangen door zijn broer Parthamasiris. Dit initiatief was in tegenspraak met het verdrag van Rhandeia, dat vijftig jaar eerder was gesloten tussen de Romeinse keizer Nero en de Parthen. Dit was voldoende koren op de molen voor keizer Trajanus: hij viel Parthië binnen en maakte van Armenië een Romeinse provincie. 